# Cassignano
Cassignano è una frazione del comune italiano di Foligno, nella provincia di Perugia, in Umbria.

## Storia
Il borgo di Cassignano ha origini antichissime, in quanto sorto durante l'età del ferro come castelliere probabilmente legato alla transumanza dei pastori; nel corso degli anni settanta del XX secolo è stata rinvenuta difatti una necropoli, simile a quelle rinvenute nei vicini borghi di Colfiorito, Annifo e Popola.
Gli stessi centri abitati nati come "castellieri" si ritrovano menzionati nei catasti del XIII e del XIV secolo con il nome di "castellari" e c'è chi ha avanzato l'ipotesi che quest'ultimo termine fosse derivato proprio dal villaggio fortificato antico che è andato successivamente a trasformarsi in borgo con castello. Il castellare di Cassignano è menzionato in un atto del 28 gennaio 1262 – «in Cassignano, in castellare filiorum qn. Quintavallis, coram dompno Bonuscente, plebano plebis Cassignani» – e in un altro documento dei primi del secolo successivo, dove si legge la presenza di un luogo a Cassignano indicato come contrada Colle del Castellare: «de Sindicato Cassignani... Nicolaus Ranallutii habet sodum in contrata Collis Castellaris... medietatem cuiusdam petie terre in contrata castellaris».
In epoca medievale sorse inoltre qui una delle sette pievi che avevano giurisdizione sulle alture del territorio plestino, la pieve di Cassignano, che aveva sotto di sé numerose chiese, tra le quali quella di San Pietro ad Annifo. Tuttavia, il borgo conobbe nei secoli successivi un periodo di forte declino e di forte spopolamento, dovuto anche ai fenomeni sismici che recarono molti danni e frenarono l'antropizzazione di queste alture, tanto che la pieve perse ogni potere in favore dei centri vicini o maggiormente verso valle. In età moderna il paese era così decaduto che venne riunito in frazione insieme al centro abitato di Cariè: nel 1836 i due borghi insieme contavano appena 54 abitanti.
Durante la seconda guerra mondiale, a partire dal 1943, Cassignano fu punto di ritrovo per profughi, evasi, ricercati e soprattutto partigiani, che trovarono rifugio nella casa canonica della chiesa grazie alla collaborazione dell'allora parroco Archimede Ninassi, che fu per questo nominato Cavaliere al merito della Repubblica.

## Monumenti e luoghi d'interesse

### Architetture religiose
Secondo la tradizione, in un terreno denominato "Santa Maria", poco distante dal paese, era situata la perduta pieve di Cassignano, importante edificio religioso di epoca medievale: lo testimonia il ritrovamento di tracce di sepolture. L'antica pieve, intitolata proprio a santa Maria, cadde in rovina verso la fine dell'età medievale e le funzioni furono spostate presso una cappella presso il castellare, nucleo storico del borgo; la cappella era intitolata a san Fortunato, ma era conosciuta localmente come "chiesa dei bifolchi".
La chiesa di San Fortunato presente a Cassignano è stata costruita presumibilmente tra la fine del XVI e gli inizi del XVII secolo, quando venne eretta a parrocchia. Il primo parroco documentato è don Giovanni Battista Spezia nel 1603. L'edificio fu ristrutturato in stile neoclassico in seguito ai forti terremoti che interessarono questi territori nel corso del XVIII secolo. Con decreto vescovile del 1º settembre 1986, la parrocchia di San Fortunato a Cassignano fu soppressa e riunita con quella di Sant'Elena di Annifo. La chiesa è stata poi seriamente danneggiata dal terremoto del 1997 e successivamente ristrutturata nel 2004.